# キャッチ・ミー・イフ・ユー・キャン (ミュージカル)
キャッチ・ミー・イフ・ユー・キャン (Catch Me If You Can )はテレンス・マクナリー脚本、マーク・シャイマンおよびスコット・ウィットマン作詞作曲のミュージカル。詐欺師フランク・アバグネイルの物語。話の筋のほとんどが1980年のアバグネイルの自伝『Catch Me if You Can 』を基にした2002年の映画『キャッチ・ミー・イフ・ユー・キャン』に沿っている。
2009年のシアトルでの試験興行の後、2011年4月、ブロードウェイのニール・サイモン劇場で開幕。ミュージカル作品賞、ノーバート・レオ・バッツが受賞したミュージカル主演男優賞を含むトニー賞に4部門ノミネートされた。
日本では、2014年6月初演。

## 製作

### 読み合わせおよびワークショップ(2005年～2008年)
2005年、ジャック・オブライエン演出、ネイサン・レイン、トム・ウォパット、ブランドン・ウォーデル、マシュー・モリソンで読み合わせが行なわれた。2007年7月、オブライエン演出、ネイサン・レイン、クリスチャン・ボール、アンジー・シュウェラー、トム・ウォパット、ブランドン・ウォーデルでプライベートなワークショップが行なわれた。読み合わせには他にアーロン・トヴェイトとノーバート・レオ・バッツ、セリア・キーナン=ボルガー、サラ・ゲッテルフィンガー、キャサリン・マクフィー、フェリシア・フィンレイ、オータム・ハーバート、ローレン・アシュレイ・ザクリン、アナリー・アシュフォードが参加した。

### シアトル・トライアウト(2009年)
2009年7月25日、シアトルの五番街劇場にてオブライエン演出、ジェリー・ミッチェル振付でプレミア公演が行なわれる予定であった。この劇場は以前この製作陣での『ヘアスプレー』のワールド・プレミアが行なわれた場所であった。しかしカール・ハンラティ役のノーバート・レオ・バッツの身内の不幸によりプレビュー1週目の公演は中止となった。結局プレミア公演は2009年7月28日から8月16日まで行なわれた。
配役はカール役にノーバート・レオ・バッツ、フランク役にアーロン・トヴェイト、フランクの父役にトム・ウォパット、ブレンダ役にケリー・バトラー、キャロル役にリンダ・ハート、ロジャー役にニック・ワイマン。
批評家からは概ね好意的な評価を得た。

### ブロードウェイ(2011年)
2011年3月11日、ニール・サイモン劇場でブロードウェイのプレビュー公演が行なわれ、本公演は4月10日から始まった。この公演ではバッツ、トヴェイト、ウォパット、バトラーなど主要キャストはシアトル公演とほぼ同じである。他のシアトル公演からの出演者はリンダ・ハート、ニック・ワイマン、レイチェル・デベネット、ブランドン・ウォーデル、ティモシー・マックエン・ピギー、アンジー・シュウェラーである。舞台美術はデイヴィッド・ロックウェル、衣装デザインはウィリアム・アイヴィー・ロング、照明デザインはケネス・ポスナー、音楽監督はジョン・マクダニエル。オブライエンは演出、ミッチェルは振付であった。
2011年9月4日に、プレビュー32公演、本公演170回を終え閉幕した。

### 全米ツアー(2012年～)
トロイカ・エンターテイメント提供のアメリカ合衆国公演ツアーが2012年10月7日ロードアイランド州プロビデンスから始まった。このツアーは2013年7月28日まで予定されている。

## あらすじ

### 第一幕
1960年代、若い詐欺師のフランク・W・アバグネイル・Jrはマイアミ国際空港で連邦捜査局捜査官カール・ハンラティおよび捜査チームにより追い詰められていた。ハンラティは射撃を訓練してきているため、フランクにはもはや逃げる術はなかった。フランクはハンラティに、空港の人々になぜ彼が逮捕されそうになっているのかを伝えるように訴えたが、ハンラティはただフランクが弁護士の振りをするためにどのようにしてニューオーリンズで司法試験合格を獲得したのかを知りたかった。フランクはありのまま(『Live in Living Color 』)を伝えていいのであれば彼の秘密を全て話すと約束した。ハンラティは渋々承知した。
フランクはニューヨーク州ニューロシェルに父フランク・W・アバグネイル・シニアと母ポーラ・アバグネイルと共に住んでいた。両親は第二次世界大戦中、フランスパリで知り合った。当時ポーラはディナー・ショーに出演しており、観客の中に軍人のフランク・シニアを見つけ(『The Pinstripes Are All That They See 』)、その後すぐに結婚した。資金難のためフランクは私立学校に行くことができなかったが、公立学校にジャケットを着て行った。そこで、まるで臨時教師のようだとからかわれ、フランクにあるアイデアが浮かび上がる。数日後、校長はフランクの両親に、フランス語の教師が不在の時にフランクがフランス語を教えている、と話した。
ある日フランクが歩いて家に帰ると母が父の友人の1人とダンスをしているところを見つけた。母は父に言わないでほしいと訴えたが、フランクは取り乱してすぐに裁判所での親権争いとなる。フランクは家を出ることを決心した(『Someone Else's Skin 』)。間もなく小切手詐欺の手法を覚え全米の銀行で換金し、何百万ドルも騙し取った。
ニューヨークのホテルに入ると客室乗務員の魅力的な女性達を見かけ、フランクはパイロットに成りすますことを決心。偽の身分証明書を作成後、パンアメリカン航空の副操縦士の職を得る。同僚達は空の世界がいかに楽しいかを語る(『Jet Set 』)。ハンラティはワシントンD.C.でいくつかの偽の小切手を調べ、彼および捜査チームのブランドン、ダラー、コッドはこの偽の小切手の署名者を追跡する(『Live in Living Color (リプライズ)』)。ハンラティは偽の署名者への見識を語る(『Don't Break the Rules 』)。
フランクはパイロットの職を楽しんでおり、父が常に言っていた「女性は制服の似合う男性が好き」という言葉を思い出していた(『The Pinstripes Are All That They See 』)。ホームシックになり父に会いに行ったが、資金難により父は店を閉めなければならないと聞き残念に思う。フランクは父の財政を救うべく援助を申し出るが、父はこれを断り、フランクは成功して幸せに暮らしていると信じ、フランクのことは何も心配していない、と語る(『Butter Outta Cream 』)。その一方でハンラティはフランクが滞在していたホテルの部屋を捜査していた(『The Man inside the Clues 』)。ハンラティはロサンゼルスにいるフランクのホテルの部屋を突き止めたが、フランクはバリー・アレンというシークレットサービス捜査官に成りすまし逃亡する。
フランクは航空会社社員のクリスマス・パーティに出席する(『Christmas Is My Favorite Time of Year 』)が、フランクは孤独感に苛まれ癒しを求めて公衆電話からハンラティに電話をする。ハンラティは容疑者がほんの子供だと確信し、ハンラティもクリスマスを孤独に過ごしていると話す(『My Favorite Time of Year 』。

### 第二幕
フランクは他の職員のパーティに参加すると、それは病院関係者が集まるパーティであった。ある医者に職業を尋ねられ、フランクはデスヴァレー子供病院の小児科医だと嘘をつき、『はなたれ小僧』と働いている『コナーズ医師』だと称した。フランクを気の毒に思ったこの医師にアトランタ総合病院を紹介され、医師の指示(『Doctor's Orders 』)を待つ女性看護士達に囲まれた。
ハンラティは失踪者の中からフランクを探し続けていた(『Live in Living Color (リプライズ)』)。彼はついにポーラと新しい夫の家を探し出しフランクの行方を尋ねた。彼女は元夫同様フランクのことは心配していないと話す。両親ともフランクを弁護(『Don't Be a Stranger 』)。バーにいるフランク・シニアを訪ねたハンラティは自分もフランク・シニアもお互い横柄な父親だと思う(『Little Boy Be a Man 』)。
その頃フランクはある一人の女性看護士ブレンダ・ストロングに恋に落ちた。フランクは彼女に自分の体験した世界の七不思議(『Seven Wonders 』)について話すが、どれも彼女の美しさにはかなわなかった。ブレンダはフランクをニューオーリンズの実家に連れて行き、フランクは彼女の父親に気に入られようと、自分は弁護士で医師でルーテル教会信者だと嘘をつく。彼女の父親はフランクを信じなかったが、フランクはブレンダをどれだけ愛しているかを語り、彼女の父親はフランクがブレンダと一緒になることを許可する。ブレンダの両親、ロジャーとキャロルのストロング夫妻は夕食の後毎晩『家族の歌の集い』を行なっていることを話し、フランクがブレンダにプロポーズをして彼女が受け入れるとテレビをつけて歌を歌う(『(Our) Family Tree 』)。
婚約式の直前、フランクはハンラティが彼の居場所を突き止めたことを知る。フランクはブレンダに本当の名前はフランク・ウィリアム・アバグネイル・Jrだと明かした。フランクはハンラティの追跡から逃れたらきっと戻ってくると約束。フランクが逃げた直後、ハンラティがやってきてブレンダにフランクの行方を尋ねた。彼女は自分がフランクを愛していることを嘆き、フランクのことをハンラティに話さないつもりだった(『Fly, Fly Away 』)が、最終的に話してしまった。
話はフランクが空港で追い詰められていたオープニングのシーンに戻る。フランクが逃げると脅したため、捜査官達は空港の客達をその場から離れるよう誘導した。ハンラティは武力は使いたくないがもしフランクが逃げるのなら使わざるを得ないと話す。ハンラティはフランクの父が酔っ払ってバーの階段から落ちて首を折り亡くなったことを伝えた。フランクは孤独を感じ、ついに降伏した(『Good-Bye 』)。懲役15年だったが、7年後釈放された。その直後、彼のような犯罪者を追跡するためハンラティおよび連邦捜査局に雇われた。ハンラティとフランクはタッグを組み、『奇妙だけど本当』(『Strange But True 』)にパートナーとなった。終幕前、ハンラティは約束通りフランクにニューオーリンズの司法試験合格をいかにして獲得したかを話させた。フランクは正直に答えた。「勉強したんだ。」

## 楽曲
| 第一幕 - Live in Living Color – フランク、カンパニー - The Pinstripes Are All That They See – フランク・シニア、フランク、女性達 - Someone Else's Skin – フランク、カンパニー - Jet Set - フランク、カンパニー - Live in Living Color (Reprise)† - フランク - Don't Break the Rules – ハンラティ、カンパニー - The Pinstripes Are All That They See (Reprise)† – 女性達 - Butter Outta Cream – フランク、フランク・シニア - The Man inside the Clues – ハンラティ - My Favorite Time of Year††† – ハンラティ、フランク、フランク・シニア、ポーラ | 第二幕 - Doctor's Orders – 看護士達 - Live in Living Color (Reprise)† - フランク - Don't Be a Stranger – ポーラ - Little Boy Be a Man – フランク・シニア、ハンラティ - Seven Wonders – フランク、ブレンダ - (Our) Family Tree – キャロル、ロジャー、ブレンダ、フランク、ストロング・ファミリー・シンガーズ - Fly, Fly Away – ブレンダ - Goodbye – フランク - Strange But True†† – フランク、ハンラティ |

†キャスト・アルバムには収録されていない

††キャスト・アルバムには『Stuck Together (Strange But True) 』のタイトルで収録されている。

†††キャスト・アルバムには『Christmas Is My Favorite Time of Year 』のタイトルで収録されている。

## オリジナル・ブロードウェイ・キャスト
- フランク・アバグネイル — アーロン・トヴェイト
- カール・ハンラティ — ノーバート・レオ・バッツ
- フランク・アバグネイル・シニア — トム・ウォパット
- ポーラ・アバグネイル — レイチェル・デベネット
- ブレンダ・ストロング — ケリー・バトラー
- キャロル・ストロング — リンダ・ハート
- ロジャー・ストロング — ニック・ワイマン
- FBI捜査官ジョニー・ダラー — ブランドン・ウォーデル
- FBI捜査官ビル・コッド — ティモシー・マックエン・ピギー
- FBI捜査官トッド・ブラントン — ジョー・キャシディ

## 受賞およびノミネート歴
| 年   | 賞                       | 部門                       | 受賞者                                     | 結果       | 脚注          |
| ---- | ------------------------ | -------------------------- | ------------------------------------------ | ---------- | ------------- |
| 2011 | トニー賞                 | ミュージカル作品賞         | ミュージカル作品賞                         | ノミネート | [ 18 ] [ 19 ] |
| 2011 | トニー賞                 | ミュージカル主演男優賞     | ノーバート・レオ・バッツ                   | 受賞       | [ 18 ] [ 19 ] |
| 2011 | トニー賞                 | ミュージカル音響デザイン賞 | スティーヴ・キャニオン・ケネディ           | ノミネート | [ 18 ] [ 19 ] |
| 2011 | トニー賞                 | 編曲賞                     | マーク・シャイマン、ラリー・ブランク       | ノミネート | [ 18 ] [ 19 ] |
| 2011 | ドラマ・デスク・アワード | ミュージカル男優賞         | ノーバート・レオ・バッツ                   | 受賞       | [ 20 ]        |
| 2011 | ドラマ・デスク・アワード | ミュージカル主演男優賞     | トム・ウォパット                           | ノミネート | [ 20 ]        |
| 2011 | ドラマ・デスク・アワード | ミュージカル主演女優賞     | ケリー・バトラー                           | ノミネート | [ 20 ]        |
| 2011 | ドラマ・デスク・アワード | 楽曲賞                     | マーク・シャイマン                         | ノミネート | [ 20 ]        |
| 2011 | ドラマ・デスク・アワード | 作詞賞                     | スコット・ウィットマン、マーク・シャイマン | ノミネート | [ 20 ]        |
| 2011 | ドラマ・デスク・アワード | 編曲賞                     | マーク・シャイマン、ラリー・ブランク       | ノミネート | [ 20 ]        |

## キャスト・アルバム
2011年6月28日の店頭販売に先駆けて、5月23日、ゴーストライト・レコードよりデジタル音楽販売された。シアトル・トライアウトの後カットされたトム・ウォパットによる『Fifty Checks 』がボーナス・トラックとして収録されている。

## 日本での上演
2014年（初演）
- 2014年6月～7月にシアタークリエで上演。
- 翻訳・訳詞・演出は荻田浩一が担当。
- 当初の配役発表では、カール・ハンラティ役は福井晶一が予定されていたが、体調不良により降板となり、ランク・アバグネイルSr.役にキャスティングされていた今井がカール役を務め、それに伴い、ランク・アバグネイルSr.役は戸井勝海（当初はロジャー・ストロング役）、ロジャー・ストロング役は治田敦へと変更となった。

2015年
- 宝塚歌劇団・星組により、赤坂ACTシアターとシアタードラマシティにて上演。
- 日本語脚本・歌詞・演出は小柳奈穂子が担当。主演は紅ゆずる。

2022年
- 2022年8月11日～9月4日に国際フォーラム ホールC、9月9日〜15日にオリックス劇場で上演。
- 翻訳・訳詞・演出は上田一豪が担当。

　2024年
・2024年8月19日〜9月8日に国際フォーラムホールC、9月13日〜17日にオリックス劇場で上演。
|                           | 2014年             | 2015年 星組 | 2022年     | 2024年     |
| ------------------------- | ------------------ | ----------- | ---------- | ---------- |
| フランク・アバグネイルJr. | 松岡充             | 紅ゆずる    | 岩本照     | 岩本照     |
| カール・ハンラティ        | 今井清隆           | 七海ひろき  | 吉田栄作   | 吉田栄作   |
| ブレンダ・ストロング      | 新妻聖子・菊地美香 | 綺咲愛里    | 横山由依   | 仙名彩世   |
| ロジャー・ストロング      | 治田敦             | 悠真倫      | 阿部裕     | 阿部裕     |
| キャロル・ストロング      | 小野妃香里         | 毬乃ゆい    | 生田智子   | 生田智子   |
| ポーラ・アバグネイル      | 彩吹真央           | 夢妃杏瑠    | 春野寿美礼 | 春野寿美礼 |
| フランク・アバグネイルSr. | 戸井勝海           | 夏美よう    | 岸祐二     | 岸祐二     |

1. ↑  当初の配役は福井晶一だったが、体調不良により降板。
2. ↑  2015年4月21日付で宙組から組替え。
3. ↑  ダブルキャスト
4. ↑  当初の配役は戸井勝海だったが、フランク・アバグネイルSr.役へ変更。
5. ↑  当初の配役は今井清隆だったが、カール・ハンラティ役へ変更。

## アメリカ国外での公演
- 韓国公演(2012年3月28日～6月10日) : ソウル特別市のHannam-dongにあるSamsung Card Hallのthe Blue SquareでUm Ki Joon、Kim Jeong-hoon、Park Kwang-hyun、SUPER JUNIORのキュヒョン、SHINeeのKeyが交代でフランク・アバグネイル・Jr役を演じた。[24]